# Andrew Weaver (político)
Andrew John Weaver (1979, Victoria, Canadá) é um cientista e político representando o distrito eleitoral de Oak Bay-Gordon Head na Assembleia Legislativa da Colúmbia Britânica. Weaver é o líder do Partido Verde da Colúmbia Britânica (em inglês: Green Party of British Columbia). 

## Antes da Política
Graduado pela Oak Bay High School em 1979, bacharelou-se em ciências em matemáticas e física em 1983, um Certificado de Estudos Avançados em Matemática da Universidade de Cambridge em 1984, e doutorou-se em Matemáticas Aplicadas pela Universidade da Colúmbia Britânica em 1987 .
Depois de completar seu doutorado, Weaver trabalhou como um pesquisador pós-doutoral na Escola de Matemáticas na Universidade de Nova Gales do Sul na Austrália, e no Instituto Conjunto para o Estudo da Atmosfera e do Oceano na Universidade de Washington em Seattle em 1989. Antes de ingressar na Universidade de Victoria em 1992, ele passou três anos como um professor assistente no departamento de Ciências Atmosféricas e Oceânicas na Universidade McGill. Weaver é um Professor Lansdowne e, antes de sua eleição à legislatura da Colúmbia Britânica, era o chefe de Pesquisa em modelagem e análises de clima na Escola de Ciências da Terra e do Oceano na Universidade de Victoria, onde ele trabalhou por 25 anos. 
Weaver serviu como chefe ou membro de vários comites locais, nacionais e internacionais. Entre 2003 e 2004, ele foi presidente do Victoria Confederation of Parent Advisory Councils. Entre 2004 e 2005, ele foi presidente da Associação Docente da Universidade de Victoria e serviu como negociador chefe nas barganhas coletivas de 2003 e 2006. Weaver continua a lidar o desinvolvimento do projeto School-Based Weather Station Network, involvendo estações meteorológica em escolas na Ilha de Vancouver.
Weaver é autor ou coautor de mais de 200 artigos editados por pares em clima, meteorologia, ciências da Terra, política, educação e antropologia. Ele foi um autor-líder em várias avaliações científicas do Painel Intergovernamental sobre as Alterações Climáticas das Nações Unidades.

## Política
Weaver entrou no Partido Verde da Colúmbia Britânica em outubro de 2012 como o vice-líder do partido e candidato para o distrito eleitoral de Oak Bay-Gordon Head. Ele foi o primeiro membro da assembleia legislativa eleito como um membro do Partido Verde.
Em 24 de Novembro de 2015, Weaver anunciou que concorreria pela liderança do Partido Verde. Ele foi aclamado para tal posição em 9 de dezembro de 2015. Ele foi reeleito em seu distrito eleitoral em 2017.

## Ação Judicial
A Suprema Corte da Colúmbia Britânica decidiu que Weaver foi vítima de libel em uma series de artigos escrito no jornal National Post por Terence Corcoran, Peter Foster e Kevin Libin que acusava Weaver de conduta científica maldoso em seus estudos sobre as alterações climáticas, entre outras afirmações. Em Weaver v. Corcoran, a corte decidiu que as alegações eram falsas e que “a difamação neste caso foi séria. Ela ofendeu o caráter do Dr. Weaber e os réis se recusaram a publicar uma retratação”. A corte concedeu $50,000 em danos para Weaver e ordenou que os artigos em ofensa fossem removidos dos arquivos dos jornais, assim que uma retratação completa fosse publicada. O National Post recorreu a decisão. Em 21 de Abril de 2017, a Corte de Recuros da Colúmbia Britânica ordeneu um novo julgamento no processo de defamação, citando um error na análisis do juiz sobre os artigos involvidos no caso. 

## Documentário
Weaver aperece no documentário Running on Climate. A filmagem começou antes que Weaver fosse nominado como um candidato, mas continuo durante sua campanha eleitoral de 2013. 